# Leo Callaghan
Leo Callaghan (Merthyr Tydfil, 1924. február 5. – 1987. január 8.) walesi nemzetközi labdarúgó-játékvezető.

## Pályafutása

### Nemzeti játékvezetés
1954-ben lett az I. Liga játékvezetője. A 17 évig tartó aktív nemzeti játékvezetéstől 1971-ben vonult vissza.

#### Nemzeti kupamérkőzés
Vezetett kupadöntők száma: 1.

##### FA-kupa
Rajta kívül eddig, csak két walesi játékvezetőnek Mervyn Griffithsnek és Clive Thomasnak adatott meg, hogy a Wembley Stadionban vezesse a döntő találkozót.
| Időpont         | Helyszín                | Mérkőzés típusa | Mérkőzés                           | Eredmény | Nézők száma |
| --------------- | ----------------------- | --------------- | ---------------------------------- | -------- | ----------- |
| 1968. május 18. | Wembley Stadion, London | döntő           | West Bromwich Albion FC–Everton FC | 1 : 0    | 99 665      |

### Nemzetközi játékvezetés
A Walesi labdarúgó-szövetség Játékvezető Bizottsága (JB) terjesztette fel nemzetközi játékvezetőnek, a Nemzetközi Labdarúgó-szövetség (FIFA) 1954-től tartotta nyilván bírói keretében. A FIFA JB központi nyelvei közül a angolt beszélte. Több nemzetek közötti válogatott és klubmérkőzést vezetett, vagy működő társának partbíróként segített. A walesi nemzetközi játékvezetők rangsorában, a világbajnokság-Európa-bajnokság sorrendjében a 3. helyet foglalja el 6 találkozó szolgálatával. Az aktív nemzetközi játékvezetéstől 1971-ben búcsúzott. Válogatott mérkőzéseinek száma: 13.

#### Labdarúgó-világbajnokság
Két labdarúgó világbajnoki döntőhöz vezető úton Angliában a VIII., az 1966-os labdarúgó-világbajnokságra, valamint Mexikóba a IX., az 1970-es labdarúgó-világbajnokságra a FIFA JB játékvezetőként foglalkoztatta. A  Portugália-Magyarország mérkőzést követően, a vesztes csapat sportvezetői, a támogató újságírók segítségével a játékvezetői hármast "keresztre" feszítették saját eredménytelenségük igazolására. A FIFA JB elvárása szerint, ha nem vezetett, akkor partbíróként tevékenykedett. 1966-ban két csoportmérkőzésen egyes számú besorolást kapott, játékvezetői sérülés esetén továbbvezethette volna a találkozót. Világbajnokságon vezetett mérkőzéseinek száma: 1 + 2 (partbíró).

##### 1966-os labdarúgó-világbajnokság

###### Selejtező mérkőzés
| Időpont        | Helyszín                       | Mérkőzés típusa           | Mérkőzés               | Eredmény | Nézők száma |
| -------------- | ------------------------------ | ------------------------- | ---------------------- | -------- | ----------- |
| 1965. május 5. | Dalymount Park Stadion, Dublin | előselejtező (9. csoport) | Írország–Spanyolország | 1 : 0    | 40 772      |

###### Világbajnoki mérkőzés
| Időpont          | Helyszín                         | Mérkőzés típusa              | Mérkőzés                | Eredmény | Nézők száma |
| ---------------- | -------------------------------- | ---------------------------- | ----------------------- | -------- | ----------- |
| 1966. július 13. | Old Trafford Stadion, Manchester | csoportmérkőzés (C. csoport) | Portugália–Magyarország | 3 : 1    | 37 000      |

##### 1970-es labdarúgó-világbajnokság

###### Selejtező mérkőzés
| Időpont           | Helyszín                            | Mérkőzés típusa           | Mérkőzés           | Eredmény | Nézők száma |
| ----------------- | ----------------------------------- | ------------------------- | ------------------ | -------- | ----------- |
| 1968. október 27. | Estádio Nacional Stadion, Lisszabon | előselejtező (1. csoport) | Portugália–Románia | 3 : 0    | 32 222      |

##### Európa-bajnokság
Két európai-labdarúgó döntőhöz vezető úton Olaszországba a III., az 1968-as labdarúgó-Európa-bajnokságra, illetve Belgiumba a IV., az 1972-es labdarúgó-Európa-bajnokságra az UEFA JB bírói szolgálattal bízta meg.
| Időpont            | Helyszín                         | Mérkőzés típusa           | Mérkőzés              | Eredmény | Nézők száma |
| ------------------ | -------------------------------- | ------------------------- | --------------------- | -------- | ----------- |
| 1967. június 11.   | Råsunda Stadion, Stockholm       | előselejtező (2. csoport) | Svédország–Bulgária   | 0 : 2    | 24 271      |
| 1967. november 22. | Wembley Stadion, London          | előselejtező (8. csoport) | Észak-Írország–Anglia | 0 : 3    | 83 969      |
| 1970. október 14.  | Idrætsparken Stadion, Koppenhága | előselejtező (5. csoport) | Dánia–Portugália      | 0 : 1    | 17 317      |

## Sportvezetőként
Pályafutását befejezve a Ligánál játékvezető ellenőrként tevékenykedett.